# Bundesstraße 445
Die Bundesstraße 445 (Abkürzung: B 445) ist eine deutsche Bundesstraße in Niedersachsen, sie verbindet die A 7 mit der B 64 und der B 248, die Streckenlänge beträgt 13 km.

## Überblick
- Länge: 13 km
- Anfangspunkt: Bad Gandersheim
- Endpunkt: Kalefeld-Echte

## Verlauf
Die Bundesstraße 445 beginnt an der B 64 im Süden der Stadt Bad Gandersheim. Südlich von ihrem Beginn liegt der Flugplatz Bad Gandersheim. Die Strecke verläuft in südlicher Richtung vorbei an den Orten Opperhausen, Sebexen und Kalefeld. Zwischen Kalefeld und Echte kreuzt die Bundesstraße die A 7, nördlich von Echte endet die Route an der B 248.